# Едгар Кран
Едгар Кран (на естонски: Edgar Krahn) е естонски математик.

## Биография
Роден е на 1 октомври 1894 година (по нов стил, 19 септември по стар стил) в община Лайс, област Йъгева. Семейството му принадлежи към малцинството на балтийските немци.
Кран получава висшето си образование в Университета в Тарту през 1918 година и защитава докторска степен през 1926 година в Гьотингенския университет под ръководството на Рихард Курант. Хабилитира се през 1928 година, отново в Университета в Тарту.
Независимо от Георг Фабер, Кран предлага доказателство на т.нар. Неравенство на Райли–Фабер–Кан, формулирано от британския физик и нобелов лауреат Джон Уилям Стрът, Лорд Райли.
Кран е работил в Естония, Германия, Вебикобритания и САЩ в различни области на чистата и приложната математика, измежду които:
- Диференциална геометрия
- Диференциални уравнения
- Теория на вероятностите
- Динамика на газовете
- Теория на еластичността

Умира през 1961 година в Роквил, Мериленд, САЩ.